# Einar Karlsson
Einar Karlsson (ur. 1 sierpnia 1909, zm. 23 października 1967) – szwedzki piłkarz, grający na pozycji napastnika.

## Kariera klubowa
Podczas kariery piłkarskiej Einar Karlsson występował w Gårda BK.

## Kariera reprezentacyjna
W reprezentacji Szwecji Karlsson zadebiutował 10 listopada 1935 w przegranym 0-2 towarzyskim meczu z Francją. Ostatni raz w reprezentacji wystąpił 10 czerwca 1938 w zremisowanym 3-3 towarzyskim meczu z Łotwą.
Kilka dni później József Nagy, ówczesny selekcjoner reprezentacji Szwecji powołał Karlssona na mistrzostwa świata, na których był rezerwowym. W latach 1935–1938 wystąpił w reprezentacji w 3 meczach.
| Mecze i gole w reprezentacji | Mecze i gole w reprezentacji | Mecze i gole w reprezentacji | Mecze i gole w reprezentacji | Mecze i gole w reprezentacji | Mecze i gole w reprezentacji | Mecze i gole w reprezentacji |
| #                            | Data                         | Miasto                       | Przeciwnik                   | Gol                          | Wynik                        |                              |
| ---------------------------- | ---------------------------- | ---------------------------- | ---------------------------- | ---------------------------- | ---------------------------- | ---------------------------- |
| 1.                           | 10.11.1935                   | Paryż                        | Francja                      |                              | 0:2                          | towarzyski                   |
| 2.                           | 17.11.1935                   | Bruksela                     | Belgia                       |                              | 1:5                          | towarzyski                   |
| 3.                           | 10.06.1938                   | Solna                        | Łotwa                        |                              | 3:3                          | towarzyski                   |